# Ángel Berni
Pour les articles homonymes, voir Berni et Gómez.
Ángel Antonio Berni Gómez  (né le 9 janvier 1931 à Asuncion au Paraguay et mort le 24 novembre 2017 dans la même ville) est un joueur paraguayen de football.

## Biographie

### Club
Ángel Berni commence sa carrière de chez les jeunes de l'Olimpia Asunción en 1945, avant de faire ses débuts en senior en 1949.
En 1951, il part du côté de la Colombie pour jouer aux Boca Juniors de Cali.
Il va ensuite en Argentine pour évoluer dans le club de la capitale du San Lorenzo de Almagro (où il finit meilleur buteur de la saison 1954 avec 29 buts). Il évolue ensuite dans le club des Gimnasia y Esgrima de La Plata.
Son dernier club est en Espagne, au Real Betis où il évolue jusqu'à la fin de sa carrière en 1964.

### International
Au niveau international, Ángel Berni fait partie de l'équipe du Paraguay de football qui participe à la coupe du monde de football 1950.
Mais son fait majeur en sélection a lieu lors de la Copa América 1953 qu'il remporte en inscrivant quatre buts.